# David Chelule
David Chelule (* 7. Juli 1977) ist ein kenianischer Langstreckenläufer.
1995 gewann er bei den Crosslauf-Weltmeisterschaften die Bronzemedaille im Juniorenbewerb. 1996 wurde er Junioren-Weltmeister im Crosslauf und Vize-Juniorenweltmeister im 5000- und 10.000-Meter-Lauf.
1999 gewann er bei den Panafrikanischen Spielen in Johannesburg die Silbermedaille über 10.000 m, und im Jahr darauf wurde er bei den Olympischen Spielen in Sydney Fünfter über 5000 m.
2010 wurde er bei seinem Debüt auf der 42,195-km-Strecke Sieger beim Brescia-Marathon.

## Persönliche Bestzeiten
- 3000 m: 7:37,36 min, 21. Juli 1999, Paris
- 5000 m: 12:57,79 min, 7. Juli 1999, Rom
- 10.000 m: 27:32,18 min, 29. Mai 1996, Bratislava
- 10-km-Straßenlauf: 28:09 min, 1. Mai 1999, Marseille
- Halbmarathon: 1:02:08 h, 15. April 2000, Mailand
- Marathon: 2:13:53 h, 14. März 2010, Brescia